# Марли, Зигги
Зигги Марли (англ. Ziggy Marley; наст. имя Дэвид Нэста Марли (англ. David Nesta Marley); род. 17 октября 1968, г. Кингстон, Ямайка) — музыкант,  старший сын Боба Марли и его жены Риты.

## Биография
Родился в 1968 г. в Тренчтауне, бедном районе столицы Ямайки Кингстоне.
Начинал как фронтмен коллектива The Melody Makers, состоящего преимущественно из его братьев и сестёр (в коллектив были привлечены еще трое детей Боба Марли — Сиделла, Стивен и Шэрон) и продолжающего традиции музыки регги. Пиком их успеха стал альбом Conscious Party (1988), отметившийся в американских чартах. Его продюсерами выступили Крис Франц и Тина Уэймут из Talking Heads.
В 2003 году выпустил первый сольный диск «Dragonfly», за которым последовала пластинка «Love Is My Religion» (2006), тепло принятая критиками и удостоенная «Грэмми» в номинации «лучший альбом в стиле регги».
В мае 2009 Зигги выпускает новый альбом «Family Time», который он записывает специально для детей. В записи пластинки приняли участие такие музыканты, как Вилли Нельсон, Пол Саймон, а также его мать и сёстры.

## Дискография
Студийные альбомы
- 2003 — Dragonfly ( «Стрекоза»)
- 2006 — Love Is My Religion ( «Любовь моя религия»)
- 2009 — Family Time ( «Время для семьи»)
- 2011 — Wild And Free ( «Дикий и свободный»)
- 2014 — Fly Rasta ( «Летающий раста»)

Концертные альбомы
- 2008 — Love Is My Religion Live
- 2009 — Ziggy Live From Soho ( «Зигги живьем из Сохо»)